# Bakong (Singkep Barat)
Bakong is een bestuurslaag in het regentschap Lingga van de provincie Riouwarchipel, Indonesië. Bakong telt 2946 inwoners (volkstelling 2010).